# Eduardo Blanco Amor
Eduardo Modesto Blanco Amor (Ourense, 14 de setembro de 1897 - Vigo, 1 de dezembro de 1979) foi um narrador, poeta, dramaturgo e jornalista galego, autor de duas das grandes novelas da literatura galega, Gente ao longe e A Esmorga. Pertencente à geração de galegos que viveu a guerra e o exílio,  é considerado um dos mestres da narrativa galega. 

## Biografia
Eduardo Blanco Amor não recebeu qualquer educação formal e formou-se lendo jornais por conta própria. Em 1915, com dezassete anos, começou a trabalhar como secretário de direção no jornal El Diario de Orense. Durante esta época frequentou as conversas do intelectual nacionalista Vicente Risco, de quem foi aluno na Escola Normal e de quem iria adquirir uma profunda influência na sua posterior defesa e promoção da cultura galega.
Em 1919 emigrou a Buenos Aires, onde contatou com os intelectuais galegos da diáspora, tomando parte ativa na Federação de Sociedades Galegas, fundada em 1921. Chegará a ser diretor do seu órgão de expressão El Despertar Gallego. Em 1923 funda com Ramón Isla Couto a revista Terra em língua galega, e desde 1924, estabeleceu uma relação com Ramón Suárez Picallo, que terá um papel fundamental na organização do nacionalismo galego no exílio. Participa e dirige também a revista galega no exílio Céltiga. Em 1926 entra a fazer parte do jornal argentino La Nación, onde conhece escritores argentinos como Leopoldo Lugones, Horacio Quiroga, Jorge Luis Borges, Ernesto Sabato ou Eduardo Mallea. Também colabora noutros jornais da emigração galega como El Correo de Galicia ou a Revista de la Casa de Galicia. 
Em 1927 publica a sua primeira obra poética, intitulada Os Nonnatos. Ao ano seguinte publica Romances Gallegos numa órbita estética modernista com forte influência dos romances castelhanos e da obra do galego Luís Amado Carballo. 
Em 1928 regressa à Galiza como correspondente do jornal La Nación. É então que conheceu e tratou Afonso Daniel Rodríguez Castelão e outros intelectuais do Partido Galeguista e da Geração Nós e escreveu o Poema en catro tempos que publicará posteriormente na Argentina em 1931. Publica na revista Nós vários poemas e três capítulos do seu romance não concluído A escsada de Jacob. 
Em 1933, novamente como correspondente de La Nación, instalou-se em Madrid e conheceu Federico Garcia Lorca, com quem estabeleceu amizade ao ponto de que Lorca publicará Seis poemas galegos em 1935 – a única obra do autor escrita em galego e a única não escrita em castelhano. Em 1935 regressa à Argentina. 
Desde lá, defenderá a legalidade republicana contra a sublevação de Francisco Franco em diversos artigos e colaborações. Nos seguintes vinte anos utilizou apenas o castelhano como língua de escrita, com obras como Los miedos (1936) ou La catedral y el niño (1948). Em 1956 recuperou o uso da língua galega com Cancioneiro, e em 1959 com A esmorga, obra que se considera um marco na renovação do conjunto da narrativa galega, ao abandonar o costumbrismo próprio da literatura espanhola e por influência, da galega. O romance localiza-se em "Áuria" (transposição literária de Ourense), e refere a história de três personagens marginais no cenário de uma capital na Galiza eminentemente rural da época. 
Em Buenos Aires fundou e dirigiu o Teatro Popular Galego, que pôs em cena obras de Lugris Freire, do próprio Blanco Amor e doutros autores galegos. Também foi diretor da revista Galicia, publicada pela Federação de Sociedades Galegas da Argentina. Mais uma vez, regressou à Galiza em 1965, onde publicou o livro de relatos Os biosbardos que terá também uma forte repercussão na literatura galega. Embora ser apartado pela cultura oficial franquista, a última etapa de Blanco Amor é muito produtiva: em 1970 publica uma nova edição de A Esmorga e em 1972 o longo romance Gente ao longe, em que retrata mais uma vez a sociedade urbana através de uma família de classe operária de Ourense no início do século XX. Nos últimos anos deu maior importância ao género teatral, com obras como Farsas para títeres (1973) e Teatro pra a gente (1975).
Blanco Torres morreu em Vigo em 1979. Alguns críticos literários encontram na sua obra a presença de traços próprios de Ramón María del Valle-Inclán e de Eça de Queirós. 

## Obra em galego
- Os Nonnatos (narrativa, 1927)
- Romances galegos (poesia, 1928)
- Poema em quatro tempos (poesia, 1931)
- A escada de Jacob (narrativa, inconclusa)
- Cantos à Galiza encadeada (poesia, 1946)
- Cancioneiro (poesia, 1956)
- A esmorga (romance, 1959)
- Os biosbardos (relatos, 1962)
- Gente ao longe (narrativa, 1972).
- Farsas para títeres (teatro, 1973)
- Teatro pra a gente (teatro, 1974)
- Poemas galegos (poesia, 1980)
- Processo em Jacobusland (Fantasia judicial em nenhures) (teatro, 1980)
- Castelao escritor (ensaio 1986)

## Obra em castelhano
- Horizonte evadido (poesia, 1936)
- En soledad amena (poesia, 1941)
- La catedral y el niño (narrativa, 1948)
- Chile a la vista (ensaio, 1950)
- Las buenas maneras (ensaio, 1963)
- Los miedos (novela, 1963)

## Outros artigos
- Literatura galega
- Exílio galego
- Dia das Letras Galegas